# 대양함대

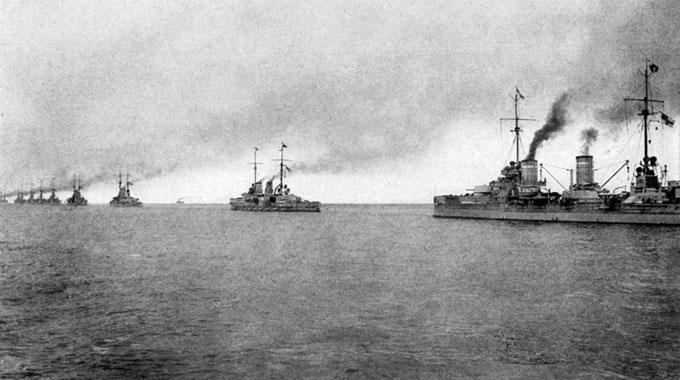
독일 대양함대의 노급함들

대양함대(大洋艦隊, 독일어: Hochseeflotte, 영어: High Seas Fleet)는 독일 제국 해군의 함대이며, 1차 세계 대전에 참전하였다. 편제는 1907년 2월에 이루어졌으며, 국내함대(Heimatflotte)가 대양함대로 개명되었다. 이 함대의 설계자는 알프레드 폰 티르피츠였으며, 그는 영국 해군의 우위에 도전할 강력한 함대를 계획했다. 독일 황제 빌헬름 2세는 독일을 세계적인 강국으로 만들길 원했다. 영국 해군이 해군력을 대영제국을 따라 분산시킬때, 북해에서 강력한 전투 함대에 집중함으로써 티르피츠는 영국의 해상 헤게모니를 심각하게 저해, 세력의 균형을 이룰수 있을것이라 믿었다. 이것이 티르피츠의 "리스크 이론"의 핵심이었다. 함대의 기본구성은 전함들이었으며, 전형적으로 8대의 함정으로 구성되었으며, 또한 정찰 함선(I Scouting Group)을 포함한 여러 가지 다른 구성도 포함되었다. 1907년 창설된 대양함대는 2개의 함대로 구성되었으며, 1914년까지, 3번째 함대가 더해졌다. 1906년 노급함(dreadnought) 혁명은 함대의 구성에 크게 영향을 끼쳤으며, 24척의 전 노급함은 쓸모가 없게되어, 대체가 필요했다. 2개 함대를 위한 충분한 노급함들이 1914년 중반 전쟁 발발전까지 만들어졌으며, 8척의 현대적인 전 노급함들은 3함대를 구성하는데 사용되었다.